# Triều Dương, Sán Đầu
Triều Dương (giản thể: 潮阳区; phồn thể: 潮陽區; bính âm: Cháoyáng Qū) là một khu thuộc thành phố Sán Đầu, tỉnh Quảng Đông, Trung Quốc. Tên gọi "Triều Dương" là do khu vực nằm ở phía bắc của vùng biển lớn. Ngay từ thời nhà Thanh, huyện Triều Dương đã là một trong những khu vực có mật độ dân số cao nhất tại Triều Châu. Triều Dương là quê hương của khoảng 1,2 triệu người Hoa hải ngoại và người dân Hồng Kông-Ma Cao-Đài Loan. Cư dân Triều Dương chủ yếu nói phương ngữ Triều Dương của tiếng Triều Châu.
Nhai đạo
- Văn Quang (文光街道)
- Thành Nam (城南街道)
- Miên Bắc (棉北街道)
- Kim Phổ (金浦街道)

Trấn
- Hải Môn (海门镇)
- Hà Khê (河溪镇)
- Hòa Bình (和平镇)
- Tây Lô (西胪镇)
- Quan Phụ (关埠镇)
- Kim Táo (金灶镇)
- Cốc Nhiêu (谷饶镇)
- Quý Tự (贵屿镇)
- Đồng Vu (铜盂镇)